# Mary Ann Greaves
Mary Ann Greaves, född 1834, död 1897, var en nyzeeländsk förbrytare. Hon tillhör de mer kända kvinnliga brottslingarna under Nya Zeelands nybyggarperiod och hennes liv har varit föremål för forskning. 
Hon föddes enligt egen uppgift i Leicestershire i England. Hon emigrerade 1859 till Canterbury i Nya Zeeland från Tasmanien. 1864 listades Greaves som en av 14 kända prostituerade i Christchurch, levde med en annan kvinna i Kaiapois enda bordell och beskrivs 1866 som en återfallsförbrytare sedan flera år. Under en period av år blev hon en känd profil som vid flera tillfällen figurerade i domstolen för prostitution, rån och andra brott. Hon dömdes 1866 till ett tvåårigt fängelsestraff för rån. 1869 dömdes hon för rånförsök, 1872 för prostitution och berusning på allmän plats, och 1874 för samma brott. 1876 dömdes hon för att ha vägrat underkasta sig tvångsundersökningen för prostituerade under Contagious Diseases Act 1869, och 1887 för slagsmål med en annan välkänd kriminell, Ellen Parkinson. År 1893 uppgavs hon dock ha dragit sig tillbaka från ett kriminellt liv själv, även om hon levde med en man som själv beskrevs som en välkänd tjuv. 